# Saint-Lazare (Métro Paris)

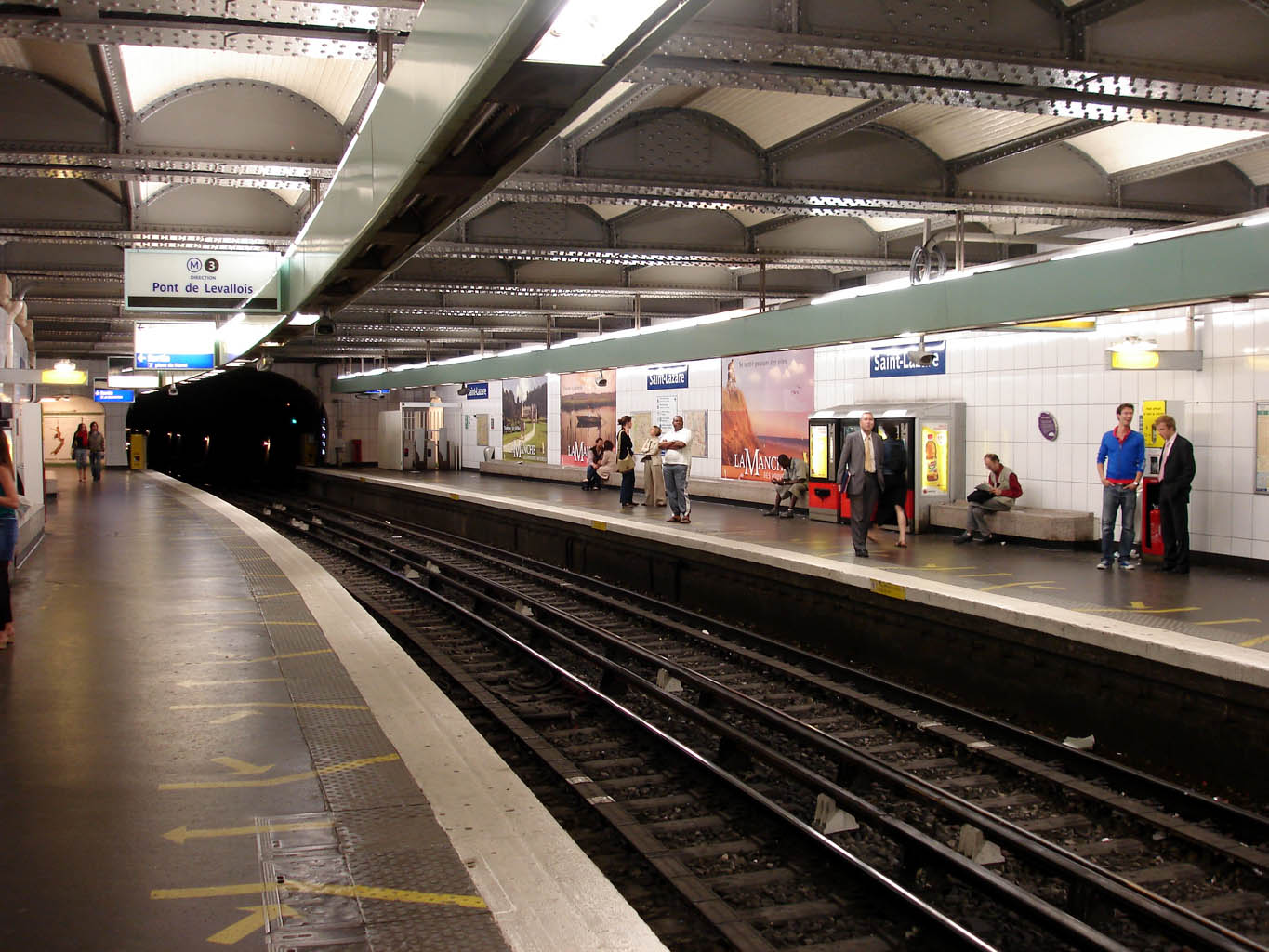
Station der Linie 3 mit waagrechter Decke

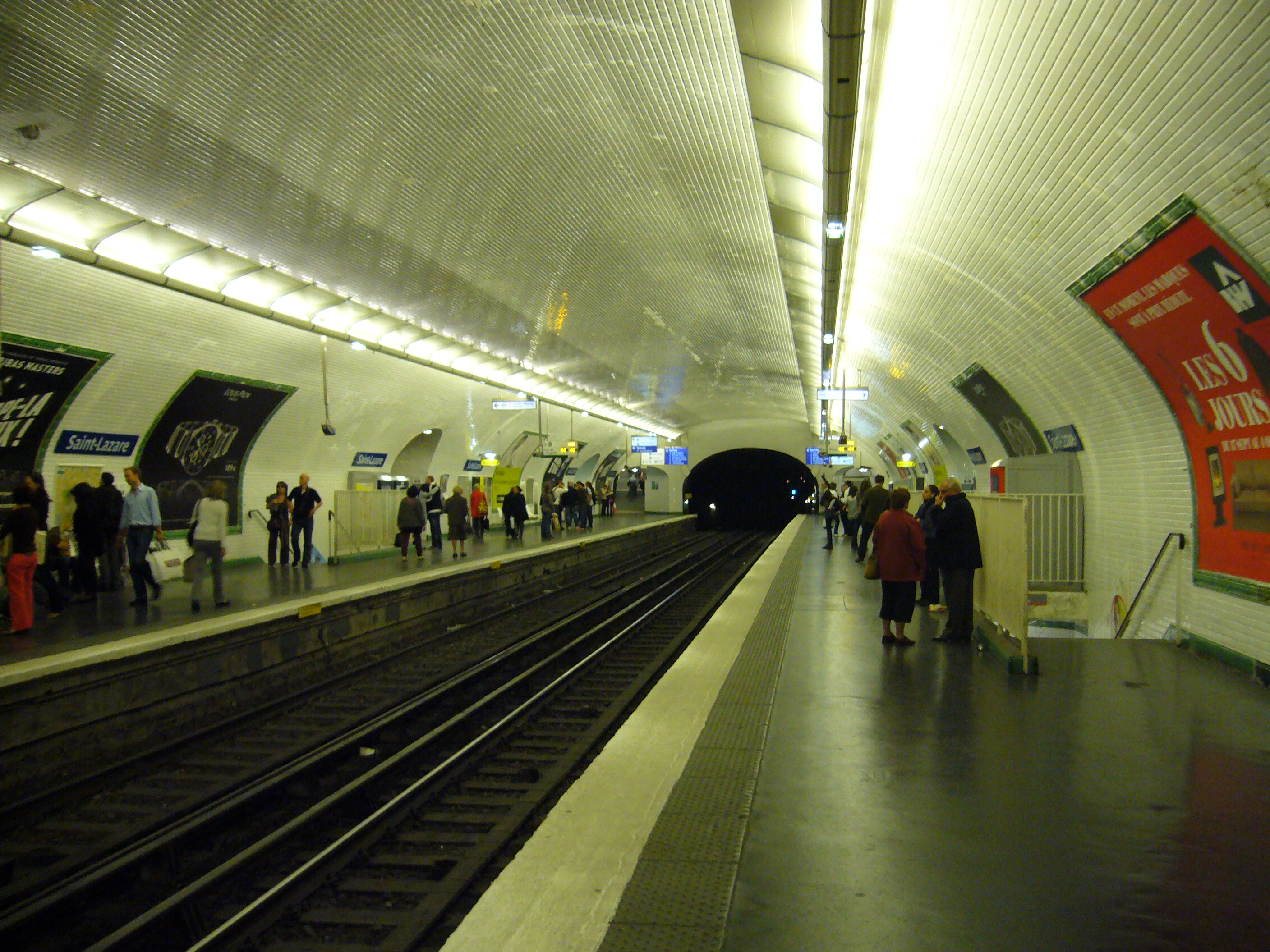
Station der Linie 12

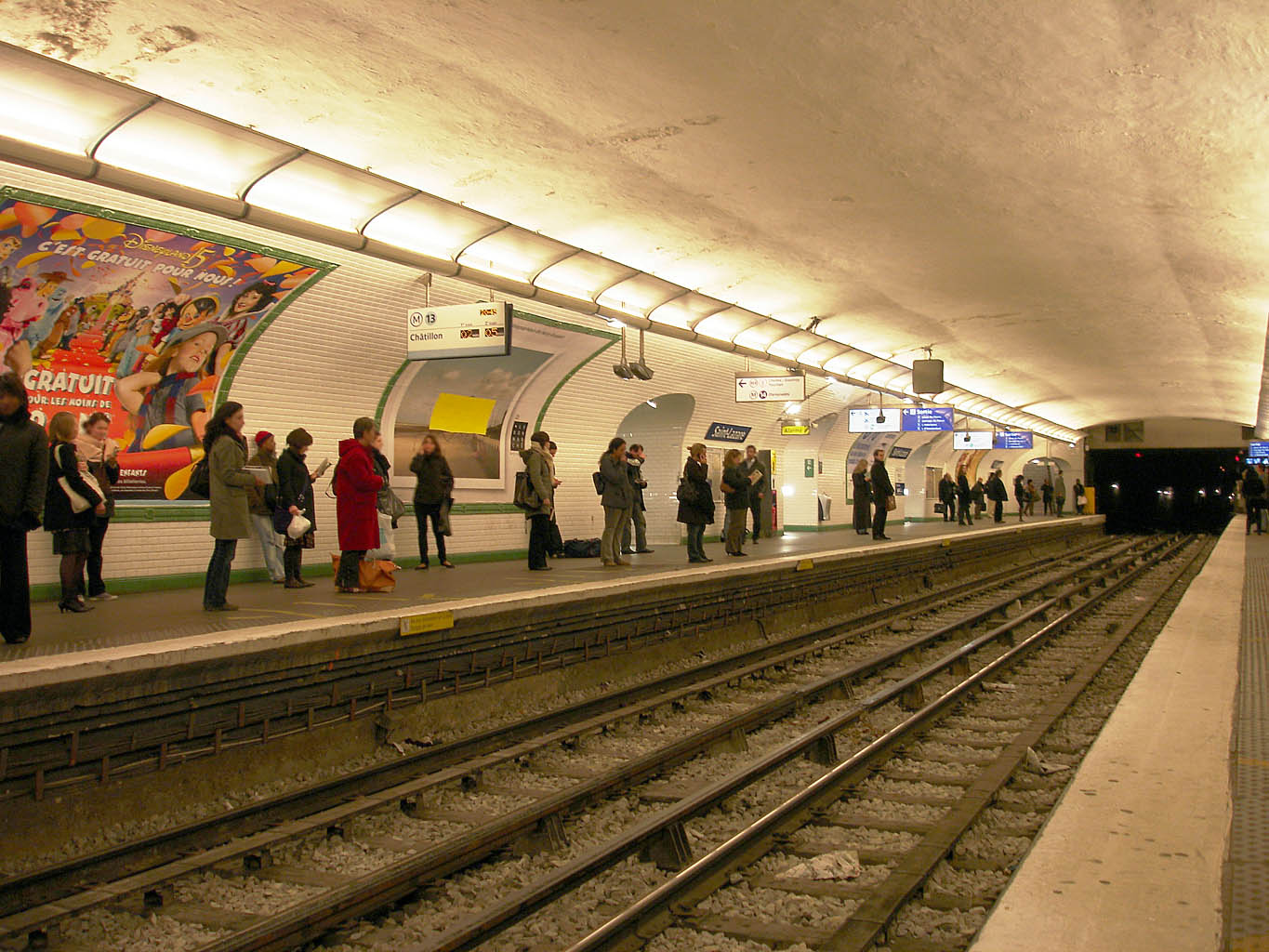
Station der Linie 13

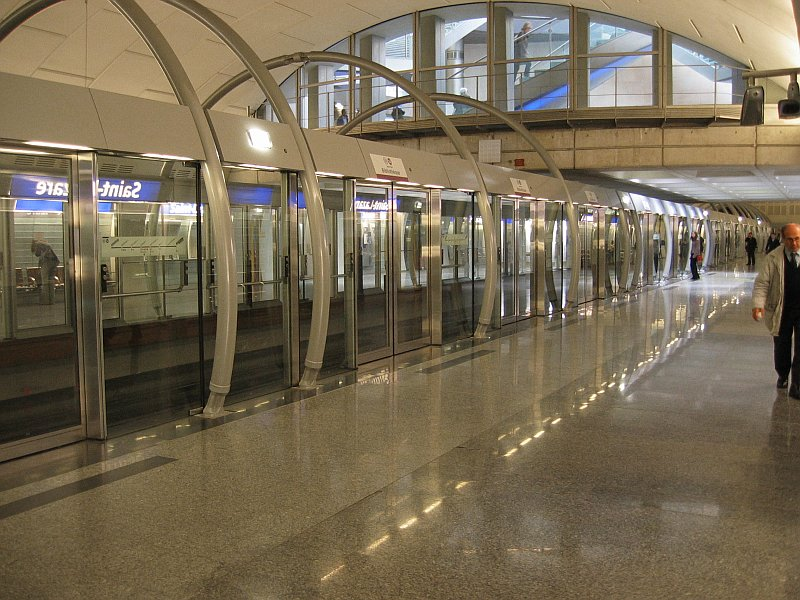
Station der vollautomatischen Linie 14 mit Bahnsteigtüren

Der U-Bahnhof [sɛ̃ lazaʁ] Saint-Lazare ist ein unterirdischer Umsteigebahnhof der Pariser Métro. Er wird von den Linien 3, 12, 13 und 14 bedient. Mit etwa 95.000 Fahrgästen täglich war er 2004 der am zweitstärksten frequentierte U-Bahnhof der Metro. Am Bahnhof Paris-Saint-Lazare kann zu den Fern- und Nahverkehrszügen in Richtung Westen, am unterirdischen Bahnhof Haussmann - Saint-Lazare zur Linie E des S-Bahn-ähnlichen RER umgestiegen werden. Ein Fußgängertunnel führt zum nahen RER-Bahnhof Auber, der von den Zügen des RER A angefahren wird.

## Lage
Der U-Bahn-Knotenpunkt befindet sich am Schnittpunkt des Quartier de la Madeleine und des Quartier de l’Europe im 8. Arrondissement mit dem Quartier Saint-Georges und dem Quartier de la Chaussée-d’Antin im 9. Arrondissement von Paris. Die Station der Linie 3 liegt längs unter der Rue de Rome in Höhe der Rue Saint-Lazare, die der Linie 14 unter dem Fernbahnhof. Östlich der Linie 3 wurde, längs unter der Rue Saint-Lazare in Höhe des Empfangsgebäudes des Fernbahnhofs, die Station der Linie 13 errichtet. Etwas abseits, unter der Rue Saint-Lazare östlich deren Kreuzung mit dem Straßenzug Rue du Havre – Rue d‘Amsterdam, befindet sich die Station der Linie 12.

## Name
Benannt ist der U-Bahnhof nach dem Fernbahnhof Saint-Lazare und der dortigen Rue Saint-Lazare. Letztere führte zum Clos de Saint-Lazare, einem ca. 32 ha großen, umzäunten Gelände mit einem Hospital für Leprakranke. Dieses Leprosorium trug den Namen des „Heiligen“ Lazarus von Bethanien (fr: Saint Lazare de Béthanie), der als Helfer gegen die Lepra angerufen, dabei aber mit dem „armen“ Lazarus verwechselt wurde.

## Geschichte
Am 19. Oktober 1904 wurde der erste Abschnitt der Linie 3 von Villiers bis Père Lachaise – und mit ihm deren Station Saint-Lazare – von der Compagnie du chemin de fer métropolitain de Paris (CMP) eröffnet. Die konkurrierende Bahngesellschaft Société du chemin de fer électrique souterrain Nord-Sud de Paris (Nord-Sud) nahm ihre Linie A (seit 1931: Linie 12) am 5. November 1910 in Betrieb. Beide Stationen standen während des Hochwassers der Seine im Jahr 1910, und ein weiteres Mal im Jahr 1914, unter Wasser.
Die heutige Linie 13 mit ihrer Station Saint-Lazare wurde am 26. Februar 1911 als Linie B von der Nord-Sud eröffnet. Saint-Lazare war zunächst südlicher Endpunkt der nach Porte de Saint-Ouen führenden Strecke. Die südliche Verlängerung, zunächst bis Miromesnil, erfolgte erst am 27. Juni 1973. 2006 wurden in der Station der Linie 13 zunächst probeweise, bis 2012 dann endgültig Bahnsteigtüren eingebaut.
Nachdem die ursprüngliche Linie 14 1976 in der Linie 13 aufgegangen war, konnte deren Liniennummer neu besetzt werden. Die am 15. Oktober 1998 eröffnete aktuelle Linie 14 erreichte Saint-Lazare als westlichen Endpunkt am 16. Dezember 2003. Im Zuge der Errichtung dieser Station erlebte der U-Bahnhof umfangreiche Umbaumaßnahmen. Es entstanden neue Verbindungsgänge zwischen den einzelnen Stationen, die sehr großzügig dimensioniert und modern ausgestattet wurden. Am 14. Dezember 2020 wurde die Linie 14 über Saint-Lazare hinaus bis Mairie de Saint-Ouen verlängert.

## Beschreibung

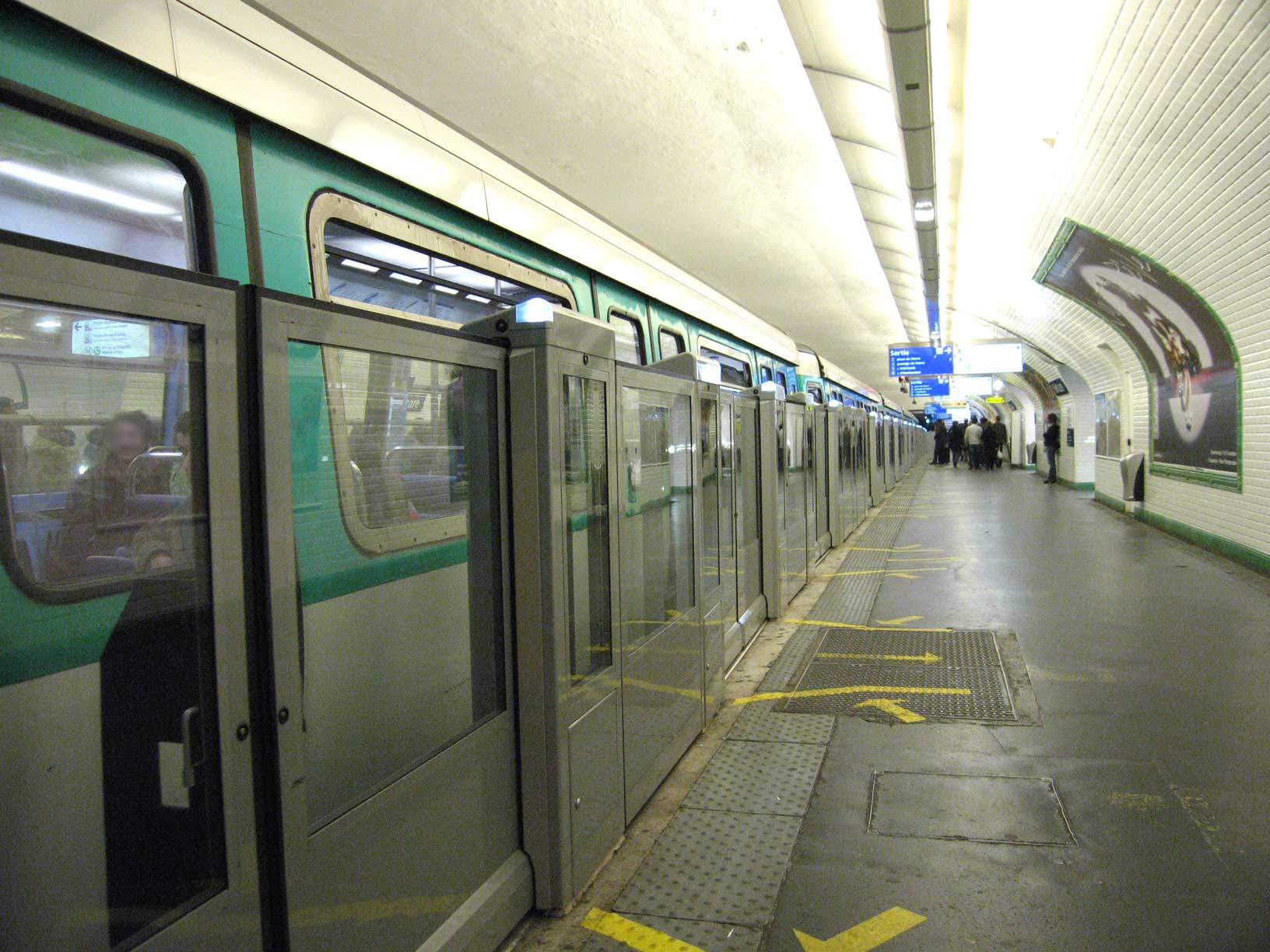
Test mit Bahnsteigtüren in der Station der Linie 13, 2006

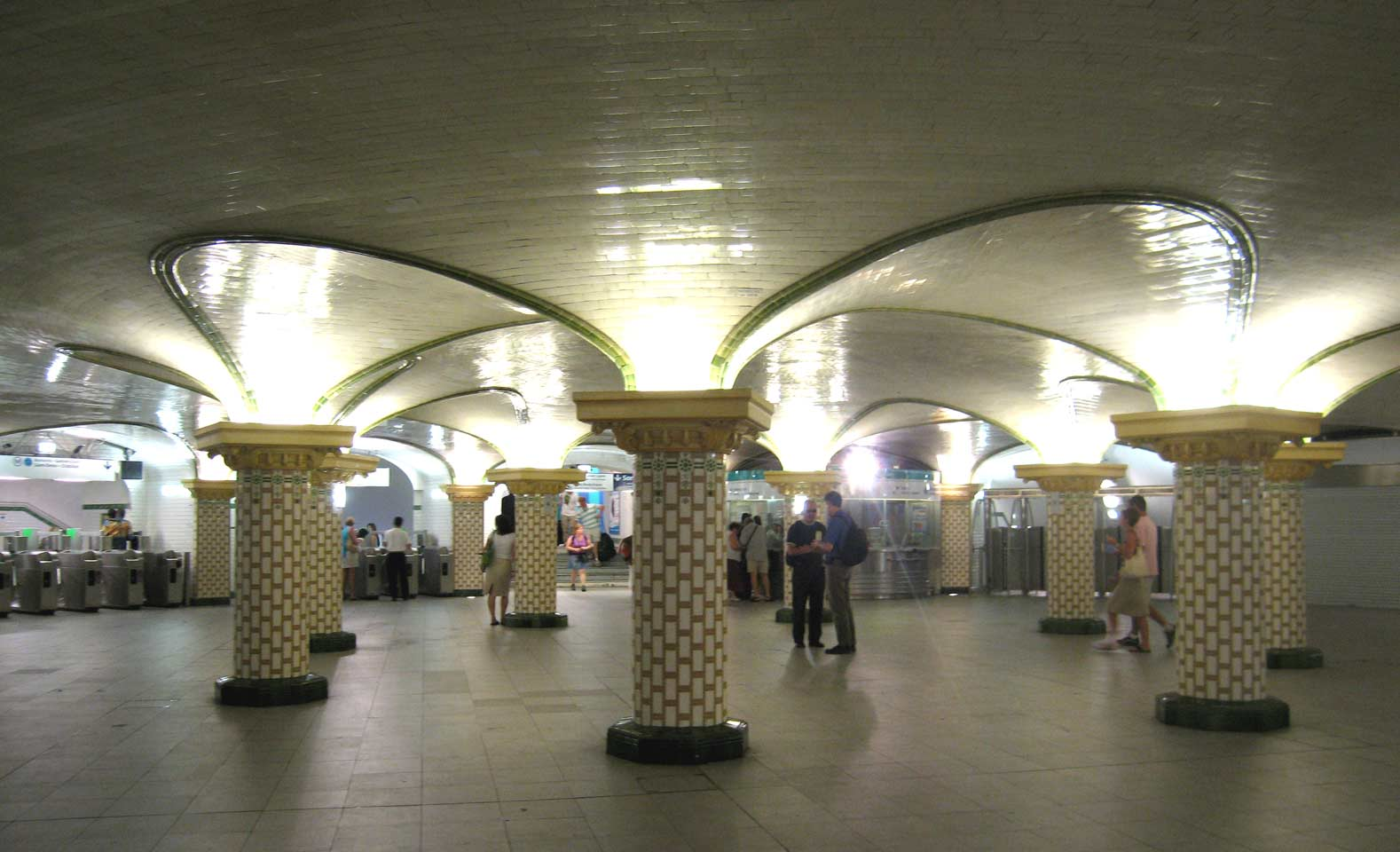
Umsteigehalle „Rotonde“

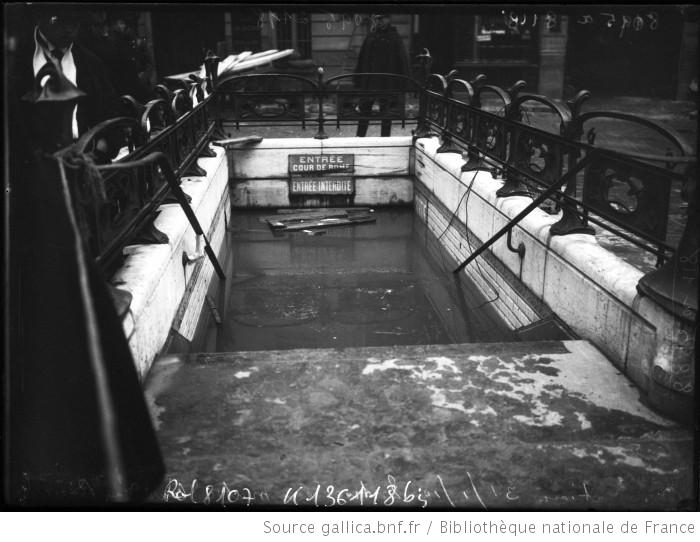
Überfluteter Zugang an der Rue de Rome, 1910

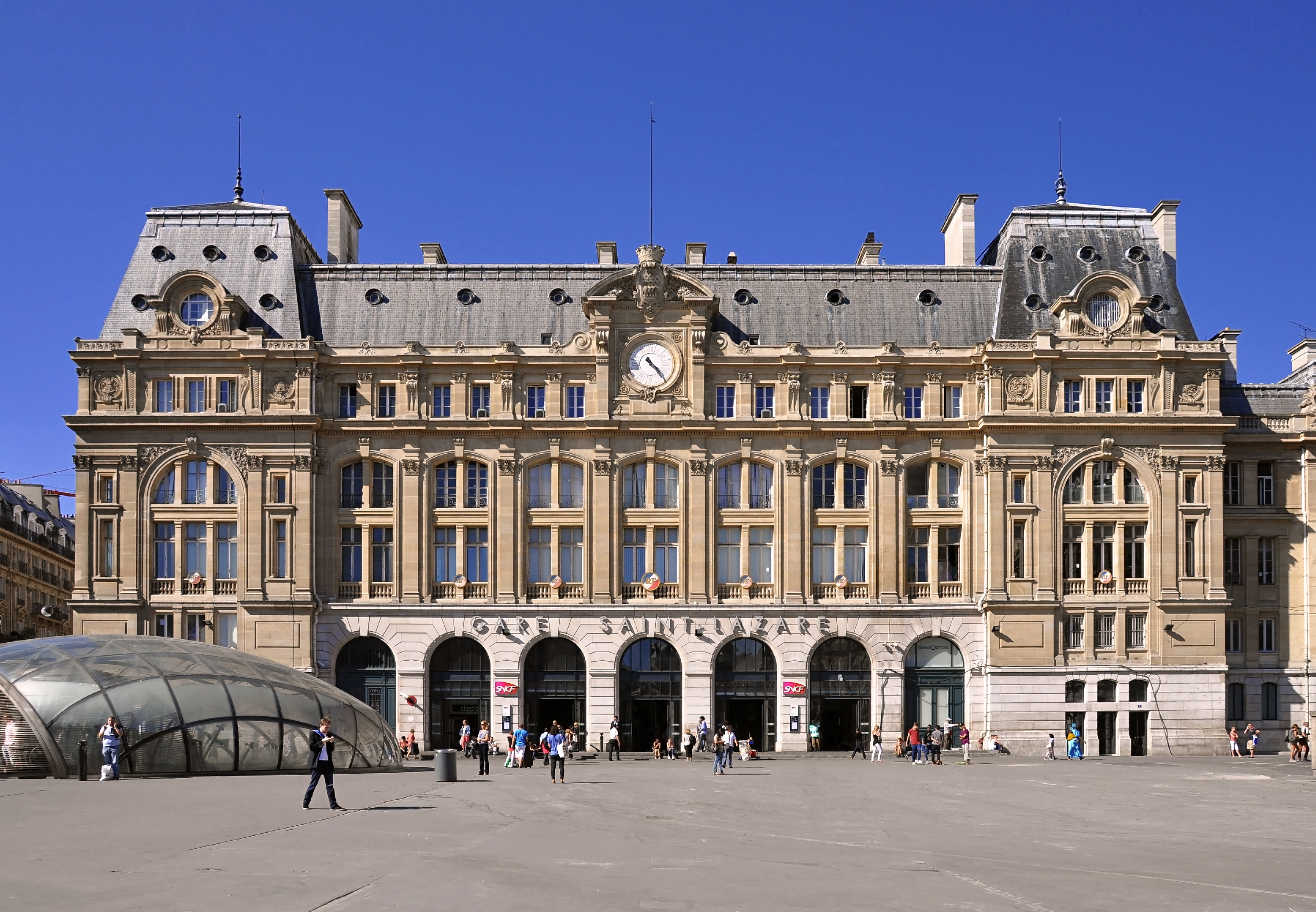
Westflügel des Fernbahnhofs Saint-Lazare

Alle Stationen weisen Seitenbahnsteige an zwei Streckengleisen auf. Abweichend von der in Paris häufiger anzutreffenden Bauweise mit elliptischem Querschnitt hat die Station der Linie 3 eine waagrechte Metalldecke. Auf quer zur Fahrtrichtung liegenden eisernen Stützbalken ruhen Längsträger, die kleine, aus Ziegelsteinen gemauerte Gewölbe tragen. Sie ist 75 m lang, liegt in einer sanften Kurve und wird vom Streckentunnel der Linie 12 nahezu rechtwinklig unterquert.
Die Stationen der Linien 12 und 13 liegen unter elliptischen, weitgehend weiß gefliesten Gewölben. Anders als bei ähnlichen von der CMP errichteten Stationen folgen die Seitenwände nicht der Krümmung der Ellipse, sondern verlaufen im unteren Bereich senkrecht. Typisch für die U-Bahnhöfe der Nord-Sud wurden die Stationen optisch aufwendiger als die der CMP erbaut, sie präsentieren sich mittlerweile aber deutlich schlichter. Wegen der ursprünglich auf den Strecken der Nord-Sud vorhandenen Oberleitung, die an an der Decke angebrachten Gestellen befestigt war, sind sie geringfügig höher als die CMP-Stationen. Sie weisen ebenfalls die ursprüngliche Pariser Standardlänge von 75 m, ausreichend für Fünf-Wagen-Züge, auf.
Mit 120 m ist die Station der Linie 14 wesentlich länger. Sie liegt unter einer runden Gewölbedecke, die mittig von einer Fußgängerpassage gekreuzt wird. Wegen des Betriebs mit vollautomatischen Zügen wurde sie von Anfang an mit Bahnsteigtüren ausgestattet.
Mit dem Bau der Linie A wurde zwischen den hintereinanderliegenden Stationen der heutigen Linien 12 und 13 eine großzügige unterirdische Halle für Umsteiger geschaffen. Das als „Rotonde“ bezeichnete Bauwerk liegt zwischen den Stationen der Linien 12 und 13 unter der Place du Havre. Von dort führt, neben mehreren Ausgängen zum Straßenraum, eine unterirdische Passage in die Schalterhalle des Fernbahnhofs. Auch vom Nordkopf der Station der Linie 3 führt ein Fußgängertunnel dorthin. Über Verbindungsgänge kann man zu Fuß die U-Bahnhöfe Havre – Caumartin, Saint-Augustin (beide Linie 9) und Opéra (Linien 7 und 8) erreichen.
Die Linien 12 und 13 formen ein Kreuz mit der „Rotonde“ im Schnittpunkt der Achsen, wobei die Stationen auf der waagrechten  Achse (Linie 13 links des Schnittpunkts, Linie 12 rechts davon) liegen. Unterhalb der „Rotonde“ biegen ihre Strecken in engen Kurven nach Süden (Linie 12) bzw. Norden (Linie 13) ab. Sie sind über ein Betriebsgleis, das unter der „Rotonde“ verläuft, miteinander verbunden. Unmittelbar westlich ihrer Station hat die Linie 12 zudem einen einfachen Gleiswechsel. Die Linie 14 hatte bis zu ihrer Verlängerung nordöstlich ihrer Station zwei Abstell- und Wendegleise, die nun als Streckengleise dienen. Davor lag ein doppelter Gleiswechsel in Form eines „X“, der nach einer ersten Verlängerung des Tunnels im Jahr 2018 durch einen einfachen Gleiswechsel ersetzt wurde.

## Fahrzeuge
Als Folge des Unfalls im Bahnhof Couronnes wurde die Linie 3 von Anfang an mit Fahrzeugen ausgestattet, die auf Drehgestellen liefen. Die Fünf-Wagen-Züge bestanden aus drei Trieb- und zwei Beiwagen. Sie wurden später durch Sprague-Thomson-Züge  ersetzt, die dort bis 1967 verkehrten. In jenem Jahr erhielt die Linie 3 als erste die neue, klassisch auf Stahlschienen laufende Baureihe MF 67. Die zwischen 2005 und 2008 renovierten Züge sind dort im Jahr 2024 nach wie vor im Einsatz, ab 2028 sollen sie von Fahrzeugen der Baureihe MF 19 abgelöst werden.
Auf den Linien 12 und 13 verkehrten zunächst Züge der Nord-Sud-Bauart Sprague-Thomson, die sich in mehreren Punkten von den Sprague-Thomson-Fahrzeugen der CMP unterschieden. Auffallendes Merkmal war die Stromversorgung des führenden Triebwagens mittels eines Pantographen. Nach der Übernahme der Nord-Sud durch die CMP wurde diese Betriebsform in den 1930er Jahren aufgegeben. In den 1970er Jahren schieden auf der Linie 12 die Nord-Sud-Züge zugunsten der Sprague-Thomson-Regelbauart aus, 1977 kamen dann moderne Züge der Baureihe MF 67 auf die Strecke.
Auf der Linie 13 liefen bereits 1952 neue Züge der ersten Nachkriegs-Baureihe MA. Sie wichen 1976 zunächst MF-67-Zügen, bereits 1978 erhielt die Linie als erste die noch 2017 dort eingesetzte Baureihe MF 77.
Die Linie 14 wird mit fahrerlosen, gummibereiften Zügen der Baureihen MP 89 CA und MP 05 betrieben.